# Филетизъм
Филетизъм (на гръцки: φυλετισμός – „расизъм, трибализъм“) или Етнофилетизъм (на старогръцки: ἔθνος – „народ“ + на старогръцки: φυλή – „род, коляно“, племе от лат. „триба“ или на старогръцки: φιλέω – „любов“ + на старогръцки: ἔθνος – „народ“) е понятие и неологизъм изработено от Всеправославния събор в Константинопол през 1872 г. Приема се в антипод на икуменизма. 

## Доктринална предистория
Вселенският патриарх и гръцки етнарх Кирил Лукарис се опитва да реформира Православната църква, но йезуитите го обвиняват пред Високата порта в държавна измяна и обвинението е потвърдено, след което е екзекутиран от османците чрез удавяне в Босфора. Учението му е обявено за ерес и заклеймено на Яшкия събор.

## Същност
Филетизмът, според фанариотите, представлява възприемане и прилагане в Православната църква на принципа на националностите, т.е. придава се неканонично първенство на расата и нацията в рамките на историята, пред библейското Царство или държавата. Даване на предимство на принадлежащите към определена националност (φυλετές), на сънародници, изключвайки така членовете на други националности (ἐτεροφυλετές) или другородци.
Етнофилетизмът е проява на смесване (σύγχυση) на Православна църква и етнос, уподобяването им, а понякога и отъждествяването им.

## История
Фенер налага термина на 10 септември 1872 г. на т.нар. Велики всеправославен събор в Константинопол (поместен събор еклисиологично), който обявява и осъжда етнофилетизма като съвременна еклисиологична ерес (балканска ерес). В основата на този термин е гръко-българската разпра от времето на българското възраждане, прарастнала в борба за българска църковна независимост.

## Сваляне на обвинението
След ВСВ Българската православна църква е призната от Антиохийската, Грузинската, Руската, Румънската, Чехословашката и Полската православни църкви, чиито представители участват на интронизацията на Българския патриарх Кирил на 10 май 1953 г. С писмо от 6 юни 1953 г. Московският и на цяла Русия патриарх Алексий за втори път известява, че Руската православна църква признава възстановената патриаршия. По същото време Антиохийската патриаршия с писмо от 10 юни 1953 г. и Полската православна църква с писмо от 19 юни 1953 г. съобщават, че признават Българската патриаршия. В края на 1954 г. това прави и Александрийската патриаршия. През 1955 г. Сръбската православна църква признава Българската патриаршия. С поздравително писмо № 552 от 27 юли 1961 г. и Цариградската вселенска патриаршия официално признава възобновената Българска патриаршия. През пролетта на 1962 г. българска църковна делегация начело с патриарх Кирил осъществява историческо посещение на Цариградската вселенска патриаршия, на източните патриаршии Йерусалимска, Антиохийска и Александрийска и на църквата на Гърция с посещение и на Света гора – Атон. Възобновената Българска патриаршия тогава официално е призната от предстоятелите на Йерусалимската патриаршия и на църквата на Гърция. Независимо от това, на 10 ноември 2015 г. избухва безпрецедентен скандал при посещение на вселенския патриарх Вартоломей I в България, след припомняне на старото фанариотско обвинение към БПЦ във филетизъм, и министър-председателят Бойко Борисов отказва да го приеме. 